# Chusaris minoralis
Chusaris minoralis är en fjärilsart som beskrevs av Walker. Chusaris minoralis ingår i släktet Chusaris och familjen nattflyn. Inga underarter finns listade i Catalogue of Life.